# Гебжалія
Гебжалія — національна страва грузинської кухні (насамперед мегрельської). Є рулетиками з сиру з додаванням м'яти.

## Готування
При готуванні гебжалія має два великі плюси: по-перше, невелика кількість інгредієнтів, по-друге — швидкість приготування: не більше 15 хвилин. 
М'ята промивається в холодній воді, листя або верхня, ніжна частина стебла разом з листям дуже дрібно рубається ножем (або блендування). 3/4 м'яти йде у страву, решта в соус до неї. Молоко підігрівається у каструлі чи сотейнику максимум до 55-60 градусів, після чого туди додають нарізаний скибочками сир.
Є й рецепт із зворотною послідовністю, коли молоком заливаються брусочки сиру.

## Інгредієнти
Гебжалія готується з молодого несолоного імеретинського або молодого сулугуні та м'яти. Страва подається з м'ятно-молочним соусом з сирного надуги (аналог рикотти) і молоком або мацоні. У деяких рецептах вживаються сир хачо та сир чхінті; також допустима добавка естрагону,кінзи, часнику, зеленого перцю і навіть перцю чилі. Сіль додається до смаку.